# Butterfield, Minnesota
Butterfield là một thành phố thuộc quận Watonwan, tiểu bang Minnesota, Hoa Kỳ. Năm 2010, dân số của thành phố này là 586 người.

## Dân số
- Dân số năm 2000: 564 người.
- Dân số năm 2010: 586 người.